# Le Montellier
Le Montellier är en kommun i departementet Ain i regionen Auvergne-Rhône-Alpes i östra Frankrike. Kommunen ligger  i kantonen Meximieux som ligger i arrondissementet Bourg-en-Bresse. Kommunens areal är 15,38 km². År 2022 hade Le Montellier 329 invånare.

## Befolkningsutveckling
Antalet invånare i kommunen Le Montellier
Referens: INSEE